# Réunionfalk
Réunionfalk (Falco duboisi) är en utdöd fågel i familjen falkar inom ordningen falkfåglar som tidigare förekom på ön La Réunion. Den är känd från subfossila lämningar och har inte rapporterats sedan 1672.